# Курткьой
Курткьой (на турски: Kurtköy) е квартал в община и район Пендик, провинция Истанбул, Турция. Населението му е 37 801 души към 2022 г.
Преди 1987 г., когато се създава район Пендик, той е бил квартал на район Картал. Намира се югоизточно от хълма Айдос и на север от международното летище Сабиха Гьокчен в Истанбул. Курткьой също се брои в градското подразделение, което включва кварталите Курткьой, Йенишехир, Чамлък, Санаий, Шеихли, Сюлюнтепе, Хармандере и селата Курна, Емирли, Баллъджа, Куртдоумуш, Гьочбейли, Акфърат и Тепейорен.

## Курткьой в спорта
Курткьой има спортен отбор, който играе в Турция. Името на отбора е Курткьойспор. Той става шампион в лигата до 16 години през сезон 2021 – 22 във футбола в Турция и отборът е основан през 1992 г.

## Училища
- Kurtköy High School